# Индийско-лихтенштейнские отношения
Индийско-лихтенштейнские отношения — двусторонние дипломатические отношения между Лихтенштейном и Индией.

## История
Отношения между Лихтенштейном и Индией были установлены, по различным источникам, в 1992 или в 1993 году.
Первый дипломатический визит высокого уровня между двумя странами состоялся в ноябре 2010 года, когда наследный князь Лихтенштейна Алоиз вместе со своей женой Софией Баварской и делегацией из 11 человек встретились с президентом, вице-президентом, министром финансов и другими государственными деятелями. Эта же делегация из Лихтенштейна также посетила Индийскую международную выставку в Дели (князь Алоиз также побывал в городе Мумбаи).
Князья Алоиз и Ханс-Адам II посетили Индию 13-19 октября 2013 года для проведения деловых встреч с представителями базирующейся в Гургаоне компании Savannah Seeds Pvt. Ltd. Первый дипломатический визит из Индии в Лихтенштейн прошёл в 2016 году, в стране побывал генерал Виджай Кумар Сингх, также встречавшийся с лихтенштейнскими политиками.

## Торговля и экономика
Двусторонняя торговля между Индией и Лихтенштейном достигла пика (сумма 5 млн долларов) в 2008-09 годах, но в последующие годы значительно сократилась. Тогда этому в значительной степени поспособствовал импорт Лихтенштейном из Индии в 2008-09 годах товаров на 4,92 миллиона долларов (в основном зерновых культур, стекла, электрических машин и электрооборудования). Товарообороту между двумя странами способствуют экспорт и импорт.
Основными товарами, экспортируемыми Индией в Лихтенштейн, являются металлические сплавы, камни, станки, механические уплотнения, рис басмати и нефтепродукты. Основные товары, импортируемые из Лихтенштейна — механические приборы и детали, электрические машины и оборудование, пигменты для штампов и другие красящие средства, стекло и стеклянная посуда, изделия из алюминия и других неблагородных металлов, а также медицинские, хирургические и прочие инструменты.
Подразделение финансовой разведки Лихтенштейна (FIU) оказало поддержку в создании Подразделения финансовой разведки Индии (FIU) и поддержало прием последнего в Группу Эгмонт в 2007 году. Индия подписала соглашение с Лихтенштейном об обмене информацией в 2013 году.
В 2008 году немецкие налоговые органы предоставили индийскому правительству имена 26 индийцев, владевших счетами в банке LGT Bank в Лихтенштейне. После расследования правительство Индии 10 декабря 2010 года проинформировало Верховный суд о том, что 18 из 26 владельцев счетов уклонились от уплаты налогов, переведя в общей сложности 5,5 миллионов долларов США на свои банковские счета в LGT. Впоследствии все 18 были оштрафованы.
В Индии работают либо напрямую, либо через дочерние компании несколько лихтенштейнских компаний. Они занимаются производством, а также продажей риса, строительной инфраструктуры, ювелирных изделий и некоторых других товаров. Одна из них — подразделение компании LGT Group, принадлежащей королевской семье Лихтенштейна.

## Культура
В Лихтенштейне функционирует «Индийский клуб», занимающийся организацией различных мероприятий.
По состоянию на декабрь 2016 года в Лихтенштейне проживает всего около 5 индийцев, 50-60 индийцев работают в Лихтенштейне, однако прописаны в других странах.

## Дипломатические представительства
Посольство Индии в Берне, Швейцария, одновременно также аккредитовано и в Лихтенштейне.
Лихтенштейн имеет почетного генерального консула в Нью-Дели.
Послы и дипломатические представительства Швейцарии уполномочены представлять Лихтенштейн в странах и дипломатических миссиях, если Лихтенштейн не решит направить своего посла.